# Хейнс (град, Орегон)
Хейнс (на английски: Haines) е град в окръг Бейкър, щата Орегон, САЩ. Хейнс е с население от 426 жители (2000) и обща площ от 2 km². Намира се на 1018,34 m надморска височина. ЗИП кодът му е 97833, а телефонният му код е 541.